# 奧斯汀 (科羅拉多州)
奧斯汀（英語：Austin）是位於美國科羅拉多州德爾塔縣的一個非建制地區。該地的面積和人口皆未知。

## 地理
奧斯汀的座標為38°46′53″N 107°57′04″W / 38.78139°N 107.95111°W，而該地的平均海拔高度為1537米（即5043英尺）。